# Грузьке (заповідне урочище)
Грузьке — заповідне урочище місцевого значення. Об'єкт розташований на території Бобринецького району Кіровоградської області, поблизу с. Грузьке.
Площа — 106,49 га, статус отриманий у 2010 році.